# Mistrovství světa v šermu 2010
Mistrovství světa v šermu za rok 2010 se konalo v Paříži ve Francii ve dnech 4. až 13. listopadu.

## Výsledky mužů
|                     | Zlato                                                                            | Stříbro                                                                       | Bronz                                                                             | Bronz                                                                             |
| ------------------- | -------------------------------------------------------------------------------- | ----------------------------------------------------------------------------- | --------------------------------------------------------------------------------- | --------------------------------------------------------------------------------- |
| Šerm kordem         | Nikolaj Novosjolov (EST)                                                         | Gauthier Grumier (FRA)                                                        | Jean-Michel Lucenay (FRA)                                                         | Gábor Boczkó (HUN)                                                                |
| Šerm fleretem       | Peter Joppich (GER)                                                              | Lej Šeng (CHN)                                                                | Gerek Meinhardt (USA)                                                             | Júki Óta (JPN)                                                                    |
| Šerm šavlí          | Won U-jong (KOR)                                                                 | Nicolas Limbach (GER)                                                         | Veniamin Rešetnikov (RUS)                                                         | Cosmin Hănceanu (ROU)                                                             |
| Družstvo kordistů   | Francie (FRA) Gauthier Grumier Jérôme Jeannet Jean-Michel Lucenay Ulrich Robeiri | Spojené státy americké (USA) Ben Bratton Seth Kelsey Cody Mattern Benji Ungar | Maďarsko (HUN) Gábor Boczkó Géza Imre András Rédli Péter Somfai                   | Maďarsko (HUN) Gábor Boczkó Géza Imre András Rédli Péter Somfai                   |
| Družstvo fleretistů | Čína (CHN) Chuang Liang-cchaj Lej Šeng Čang Liang-liang Ču Ťün                   | Itálie (ITA) Valerio Aspromonte Andrea Baldini Stefano Barrera Andrea Cassarà | Japonsko (JPN) Suguru Awadži Kenta Čida Rjó Mijake Júki Óta                       | Japonsko (JPN) Suguru Awadži Kenta Čida Rjó Mijake Júki Óta                       |
| Družstvo šavlistů   | Rusko (RUS) Nikolaj Kovaljov Veniamin Rešetnikov Alexej Jakimenko Arťom Zanin    | Itálie (ITA) Aldo Montano Diego Occhiuzzi Luigi Samele Luigi Tarantino        | Rumunsko (ROU) Tiberiu Dolniceanu Rareș Dumitrescu Cosmin Hănceanu Florin Zalomir | Rumunsko (ROU) Tiberiu Dolniceanu Rareș Dumitrescu Cosmin Hănceanu Florin Zalomir |

## Výsledky žen
|                      | Zlato                                                                                         | Stříbro                                                                                 | Bronz                                                                              | Bronz                                                                              |
| -------------------- | --------------------------------------------------------------------------------------------- | --------------------------------------------------------------------------------------- | ---------------------------------------------------------------------------------- | ---------------------------------------------------------------------------------- |
| Šerm kordem          | Maureen Nisimaová (FRA)                                                                       | Emese Szászová (HUN)                                                                    | Nathalie Moellhausenová (ITA)                                                      | Taťjana Logunovová (RUS)                                                           |
| Šerm fleretem        | Elisa Di Franciscaová (ITA)                                                                   | Arianna Errigová (ITA)                                                                  | Valentina Vezzaliová (ITA)                                                         | Nam Hjon-hui (KOR)                                                                 |
| Šerm šavlí           | Mariel Zagunisová (USA)                                                                       | Olha Charlanová (UKR)                                                                   | Olena Chomrovová (UKR)                                                             | Sofja Veliká (RUS)                                                                 |
| Družstvo kordistek   | Rumunsko (ROU) Loredana Iordăchioiuová Simona Alexandruová Anca Măroiuová Ana-Maria Brânzăová | Německo (GER) Imke Duplitzerová Britta Heidemannová Ricarda Multererová Monika Sozanská | Jižní Korea (KOR) Čong Hjo-čong O Jun-hui Pak Se-la Sin A-lam                      | Jižní Korea (KOR) Čong Hjo-čong O Jun-hui Pak Se-la Sin A-lam                      |
| Družstvo fleretistek | Itálie (ITA) Elisa Di Franciscaová Arianna Errigová Ilaria Salvatoriová Valentina Vezzaliová  | Polsko (POL) Karolina Chlewińská Sylwia Gruchałová Katarzyna Kryczałová Anna Rybická    | Jižní Korea (KOR) Čon Hui-suk Nam Hjon-hui O Ha-na So Mi-čong                      | Jižní Korea (KOR) Čon Hui-suk Nam Hjon-hui O Ha-na So Mi-čong                      |
| Družstvo šavlistek   | Rusko (RUS) Dina Galiakbarovová Julija Gavrilovová Svetlana Kormilicynová Sofja Veliká        | Ukrajina (UKR) Olha Charlanová Olena Chomrovová Halyna Pundyková Olha Žovnirová         | Francie (FRA) Cécilia Berderová Solenne Maryová Léonore Perrusová Carole Vergneová | Francie (FRA) Cécilia Berderová Solenne Maryová Léonore Perrusová Carole Vergneová |

## Pořadí národů
|     | Země                         | Zlato | Stříbro | Bronz | Celkem |
| --- | ---------------------------- | ----- | ------- | ----- | ------ |
| 1.  | Itálie (ITA)                 | 2     | 3       | 2     | 7      |
| 2.  | Francie (FRA)                | 2     | 1       | 2     | 5      |
| 3.  | Rusko (RUS)                  | 2     | 0       | 3     | 5      |
| 4.  | Německo (GER)                | 1     | 2       | 0     | 3      |
| 5.  | Spojené státy americké (USA) | 1     | 1       | 1     | 3      |
| 6.  | Čína (CHN)                   | 1     | 1       | 0     | 2      |
| 7.  | Jižní Korea (KOR)            | 1     | 0       | 3     | 4      |
| 8.  | Rumunsko (ROU)               | 1     | 0       | 2     | 3      |
| 9.  | Estonsko (EST)               | 1     | 0       | 0     | 1      |
| 10. | Ukrajina (UKR)               | 0     | 2       | 1     | 3      |
| 11. | Maďarsko (HUN)               | 0     | 1       | 2     | 3      |
| 12. | Polsko (POL)                 | 0     | 1       | 0     | 1      |
| 13. | Japonsko (JPN)               | 0     | 0       | 2     | 2      |

## Česká reprezentace
- Kord mužů – Jiří Beran, Martin Čapek, Zdeněk Coufal, Jakub Ambrož
- Fleret mužů – Václav Kundera, Vilém Mádr
- Šavle mužů – Jan Doležal

- Kord žen – Daniela Doubová, Tereza Stefflová, Martina Olexová, Dominika Doubová
- Fleret žen – Eliška Šabartová
- Šavle žen – Eva Prokešová